# Tales of Vesperia
Tales of Vesperia és el desè títol de la saga de jocs Tales of. Fou desenvolupat per Namco Tales Studio i publicat per Namco Bandai Games. És un joc exclusiu (temporalment) per a la consola de nova generació de Microsoft; Xbox 360. El joc s'anuncià el 22 de desembre, i es llançà el 7 d'agost de 2008 a Àsia i el 27 d'agost de 2008 a Nord-amèrica. No té data concreta en Europa, però se sap que sortirà pel juny de 2009. Els personatges del joc han estat dissenyats per Kōsuke Fujishima, el director cap i productor és Higuchi Yoshito (que anteriorment treballà en Tales of Symphonia i Tales of the Abyss) i les seqüències d'animació foren realitzades per Production I.G.
El primer d'abril es reconfirmà l'eixida d'aquest RPG per a PS3, atès que Xbox 360 comptava amb una exclusivitat temporal. Com ve ocorrent últimament amb els jocs que ixen per a PS3, la versió de la consola de Sony tindrà alguns extres agregats, com per exemple un nou personatge que s'anomenarà Patty Fleur, una menuda xica pirata.

## Joc

### Sistema de batalla
El sistema de Batalla de Tales of Vesperia és una evolució del de Tales of the Abyss, dit EFR-LMBS (Evolved Flex-Range Linear Motion Battle System). Igual que en els últims jocs de la saga Tales of els personatges poden moure's lliurement per tot el camp de batalla per a lluitar contra els seus enemics en temps real.
Un aspecte afegit és el sistema "Link Encounter". Açò és; si vas a començar una baralla contra un enemic i si hi ha un altre prop, ambdós s'uniran contra tu augmentant la dificultat de la trobada.
Una cosa que retorna de jocs anteriors són les "Trobades sorpresa"; igual que en Tales of the Abyss les trobades sorpresa reorganitzen el grup quan s'entra en batalla.
Tales of Vesperia també fa ús de les "Secret Missions"; tasques o desafiaments especials els quals són activats durant batalles contra certs caps una vegada que hages realitzat la missió específica. Aquestes missions són també assoliments que augmentaran la puntuació en el teu Gamertag.
També torna l'"Overlimit". Similar al de Tales of the Abyss, pot llançar-se en 4 nivells distints de força. Altra nova característica és "Burst Artes", realitza atacs de gran abast mentre estàs en overlimit, i realitzes un art arcà o un encanteri. Depenent del nivell d'Overlimit, la quantitat de temps augmenta, cosa que permet als jugadors afegir més combos. Igual que amb anteriors jocs de Tales of, els personatges són capaços d'extraure el poderós hi-ougi. Els personatges també tenen el "Colp Fatal", atacs capaços de derrotar els seus enemics amb un colp. Els atacs es realitzen a través d'una sèrie de combinacions de botons.

### Trets que es repeteixen
Com en anteriors lliuraments, en Tales of Vesperia destaca una arena on el jugador pot combatre contra enemics per a obtenir premis. Al principi solament pots accedir al "30 melee", "50 melee" i "80 melee". Posteriorment podràs desbloquejar el "100 melee i el "200 melee". Depenent del rang que tries serà la quantitat de monstres que hauràs de derrotar. Personatges d'altres "Tales of..." es fan presents en l'arena i una vegada desbloquejat el "200 melee" podràs lluitar contra ells, els quals són:
- Dhaos, el cap final de Tales of Phantasia que ací es diu Time Traveller
- Shizel, de Tales of Eternia que ací va ser nomenada Sorrowful Queen of Darkness
- Barbatos, de Tales of Destiny 2 el qual va ser nomenat Killer of Heroes
- Kratos Aurion, personatge jugable de Tales of Symphonia que ací és dit Traitor to *Heaven pel paper que va ocupar al final de Tales of Symphonia. També apareix en el "Labyrinth of Memories" com cap final, i després de Radiant Winged One, és el cap més fort de tot el joc.

Tales of Vesperia també inclou vestits per als personatges, els quals depenen dels diferents títols que han obtingut al llarg del joc. A diferència de Tales of Symphonia els vestits no fan més que canviar l'aspecte del personatge.

### Hi-ougis
També dits "Mystic Artes". Són moviments únics i poderosos de cada personatge, en aquest joc només poden ser activats equipant l'habilitat "Especial" i sostenint "A" mentre realitzes un Arcane Art durant un Overlimit nivell 3 o 4.
- Yuri Lowell pot usar Savage Wolf Fury.
- Estellise Sidos Heurassein (Estelle) pot usar Sacred Penance.
- Repede pot usar Slash!.
- Karol Capel pot usar Overlord Reign Impact.
- Rita Mordio pot usar Ancient Catastrophe.
- Raven pot usar Blast Heart.